# الجبهة الوطنية (إيطاليا، 1990)
الجبهة الوطنية كان حزب سياسي فاشي جديدا في إيطاليا.
تأسست في عام 1990 من قبل فرانكو فريدا وتبنت سياسة ضد الاختلاط العنصري والهجرة، بينما تعارض أيضًا الصهيونية وما أسمته "السياسة الكونية"، وتأثير الولايات المتحدة والتمويل الدولي. نشرت المجموعة مجلة اقتصادية لانتيبانكور وكذلك روبريك وهي نشرة للأعضاء. أصبح الحزب لاغيًا بعد إدانة فريدا و49 عضوًا آخر في الحزب عام 1995 بموجب قانون سكيلبا الذي يحظر إعادة تأسيس الحزب الوطني الفاشي.